# Yeates Bluff
Das Yeates Bluff ist ein steiles, hauptsächlich vereistes und am nördlichen Ende von einem 1190 m hohen Berggipfel überragtes Kliff an der Shackleton-Küste der antarktischen Ross Dependency. In der Königin-Alexandra-Kette liegt es 6 km nordöstlich des Mount Nickerson zwischen dem Lennox-King- und dem Beaver-Gletscher.
Teilnehmer einer von 1959 bis 1960 durchgeführten Kampagne der New Zealand Geological Survey Antarctic Expedition benannten es nach Peter Alexander Yeates, der 1958 und bei dieser Kampagne als Funker auf der Scott Base tätig war.